# Predsednik Vlade Republike Slovenije
Predsednik Vlade Republike Slovenije je politični vodja Vlade Republike Slovenije, ki ga predlaga predsednik Republike Slovenije (na podlagi rezultatov državnozborskih volitev) in ga potrdi Državni zbor Republike Slovenije ter je po Zakonu o Vladi RS vodja Vlade Republike Slovenije. Predsednik vlade ima na voljo tudi Kabinet predsednika Vlade Republike Slovenije. Predsednik vlade je tudi predsednik Sveta za nacionalno varnost.
Trenutni predsednik slovenske Vlade je Robert Golob, ki je svoj mandat začel 1. junija 2022.

## Zgodovina
V zgodovini Republike Slovenije je do sedaj delovalo štirinajst vlad, pri čemer je mesto predsednika vlade zasedalo le devet oseb. Janez Drnovšek in Janez Janša sta doslej edina, ki sta mandat opravljala več kot enkrat. Prvi je bil skupno predsednik štirih slovenskih vlad (2., 3., 4. in 6.), drugi pa predsednik treh (8., 10., 14.). Alenka Bratušek, predsednica 11. slovenske vlade, je prva in doslej edina ženska v zgodovini Republike Slovenije, ki je zasedla ta položaj.
V zgodovini Republike Slovenije je bila vladi dvakrat izglasovana konstruktivna nezaupnica. Prvič se je to zgodilo leta 1992, ko je padla prva slovenska vlada pod vodstvom Lojzeta Peterleta, drugič pa v času 10. slovenske vlade pod vodstvom Janeza Janše, in sicer po tem, ko so ga k odstopu, zaradi suma korupcije s strani Komisije za preprečevanje korupcije, pozvale tudi nekatere ostale koalicijske stranke.

## Zakonodaja
O predsedniku vlade govorijo členi 110 do vključno 119 Ustave Republike Slovenije. 
Predsednik vlade predlaga imenovanje in razreševanje ministrov Državnega zbora Republike Slovenije (112. člen) in skrbi za enotnost politične in upravne usmeritve vlade ter usklajuje delo ministrov (114. člen).
Na podlagi Zakonu o Vladi RS predsednik vlade lahko imenuje podpredsednika vlade, predstavlja vlado ter sklicuje in vodi njene seje, usmerja delovanje posameznih ministrov, 
V skladu z Uredbo o varovanju določenih oseb, objektov in okolišev objektov, v katerih so sedeži državnih organov je predsednik vlade oseba, ki ima nenehno policijsko varovanje, medtem ko je v skladu s Pravili službe v Slovenski vojski upravičen do pogreba z vojaškimi častmi.

## Seznam predsednikov vlad Slovenije

### Predhodni uradi (pred neodvisnostjo)
| Ime (rojstvo–smrt)               | Ime (rojstvo–smrt) | Ime (rojstvo–smrt)         | Mandat             | Mandat             | Politična stranka                 | Kralj Jugoslavije (vladanje) | Kralj Jugoslavije (vladanje) |
| Ime (rojstvo–smrt)               | Ime (rojstvo–smrt) | Ime (rojstvo–smrt)         | Začetek mandata    | Konec mandata      | Politična stranka                 | Kralj Jugoslavije (vladanje) | Kralj Jugoslavije (vladanje) |
| -------------------------------- | ------------------ | -------------------------- | ------------------ | ------------------ | --------------------------------- | ---------------------------- | ---------------------------- |
| Predsednik Slovencev (1918–1919) |                    |                            |                    |                    |                                   |                              |                              |
|                                  |                    | Jožef Pogačnik (1866–1932) | 31. oktober 1918   | 20. januar 1919    | Slovenska ljudska stranka         | Peter I. (1918–1921)         |                              |
| Ban Dravske banovine (1929–1941) |                    |                            |                    |                    |                                   |                              |                              |
|                                  |                    | Dušan Sernec (1882–1952)   | 9. oktober 1929    | 4. december 1930   | Slovenska ljudska stranka         | Aleksander I. (1921–1934)    |                              |
|                                  |                    | Drago Marušič (1884–1964)  | 4. december 1930   | 8. februar 1935    | Jugoslovanska nacionalna stranka  | Aleksander I. (1921–1934)    |                              |
|                                  |                    | Dinko Puc (1879–1945)      | 8. februar 1935    | 10. september 1935 | Jugoslovanska demokratska stranka | Peter II. (1934–1941)        |                              |
|                                  |                    | Marko Natlačen (1886–1942) | 10. september 1935 | 16. april 1941     | Slovenska ljudska stranka         | Peter II. (1934–1941)        |                              |

| Št.                                   | Portret                                 | Ime (Rojstvo–Smrt)          | Mandat            | Mandat            | Politična stranka                                                                  |
| ------------------------------------- | --------------------------------------- | --------------------------- | ----------------- | ----------------- | ---------------------------------------------------------------------------------- |
| Predsedniki vlad (1945–1953)          |                                         |                             |                   |                   |                                                                                    |
| 1                                     |                                         | Boris Kidrič (1912–1953)    | 5. maj 1945       | junij 1946        | Komunistična partija Slovenije                                                     |
| 2                                     |                                         | Miha Marinko (1900–1983)    | junij 1946        | 1953              | Komunistična partija Slovenije preimenovana leta 1952 v Zveza komunistov Slovenije |
| 2                                     | Predsedniki Izvršnega sveta (1953–1991) |                             |                   |                   |                                                                                    |
| 2                                     |                                         | Miha Marinko (1900–1983)    | 1953              | 15. december 1953 | Zveza komunistov Slovenije                                                         |
| 3                                     |                                         | Boris Kraigher (1914–1967)  | 15. december 1953 | 25. junij 1962    | Zveza komunistov Slovenije                                                         |
| 4                                     |                                         | Viktor Avbelj (1914–1993)   | 25. junij 1962    | 1965              | Zveza komunistov Slovenije                                                         |
| 5                                     |                                         | Janko Smole (1921–2010)     | 1965              | 1967              | Zveza komunistov Slovenije                                                         |
| 6                                     |                                         | Stane Kavčič (1919–1987)    | 1967              | 8. november 1972  | Zveza komunistov Slovenije                                                         |
| 7                                     |                                         | Andrej Marinc (roj. 1930)   | 27. november 1972 | 9. maj 1978       | Zveza komunistov Slovenije                                                         |
| 8                                     |                                         | Anton Vratuša (1915–2017)   | april 1978        | julij 1980        | Zveza komunistov Slovenije                                                         |
| 9                                     |                                         | Janez Zemljarič (1928–2022) | julij 1980        | 23. maj 1984      | Zveza komunistov Slovenije                                                         |
| 10                                    |                                         | Dušan Šinigoj (1933–2024)   | 23. maj 1984      | 16. maj 1990      | Zveza komunistov Slovenije                                                         |
|                                       | Stranka demokratične prenove            | Dušan Šinigoj (1933–2024)   | 23. maj 1984      | 16. maj 1990      |                                                                                    |
| Predhodne objave (pred neodvisnostjo) |                                         |                             |                   |                   |                                                                                    |

### Predsedniki vlade Republike Slovenije
| Socialno-demokratske stranke (1); ZLSD / SD Socialno-liberalne stranke (6); LDS PS ZaAB SMC LMŠ GS Krščansko-demokratske stranke (2); SKD SLS NSi Nacionalne konservativne stranke (1); SDS | Socialno-demokratske stranke (1); ZLSD / SD Socialno-liberalne stranke (6); LDS PS ZaAB SMC LMŠ GS Krščansko-demokratske stranke (2); SKD SLS NSi Nacionalne konservativne stranke (1); SDS | Socialno-demokratske stranke (1); ZLSD / SD Socialno-liberalne stranke (6); LDS PS ZaAB SMC LMŠ GS Krščansko-demokratske stranke (2); SKD SLS NSi Nacionalne konservativne stranke (1); SDS | Socialno-demokratske stranke (1); ZLSD / SD Socialno-liberalne stranke (6); LDS PS ZaAB SMC LMŠ GS Krščansko-demokratske stranke (2); SKD SLS NSi Nacionalne konservativne stranke (1); SDS | Socialno-demokratske stranke (1); ZLSD / SD Socialno-liberalne stranke (6); LDS PS ZaAB SMC LMŠ GS Krščansko-demokratske stranke (2); SKD SLS NSi Nacionalne konservativne stranke (1); SDS | Socialno-demokratske stranke (1); ZLSD / SD Socialno-liberalne stranke (6); LDS PS ZaAB SMC LMŠ GS Krščansko-demokratske stranke (2); SKD SLS NSi Nacionalne konservativne stranke (1); SDS | Socialno-demokratske stranke (1); ZLSD / SD Socialno-liberalne stranke (6); LDS PS ZaAB SMC LMŠ GS Krščansko-demokratske stranke (2); SKD SLS NSi Nacionalne konservativne stranke (1); SDS | Socialno-demokratske stranke (1); ZLSD / SD Socialno-liberalne stranke (6); LDS PS ZaAB SMC LMŠ GS Krščansko-demokratske stranke (2); SKD SLS NSi Nacionalne konservativne stranke (1); SDS | Socialno-demokratske stranke (1); ZLSD / SD Socialno-liberalne stranke (6); LDS PS ZaAB SMC LMŠ GS Krščansko-demokratske stranke (2); SKD SLS NSi Nacionalne konservativne stranke (1); SDS | Socialno-demokratske stranke (1); ZLSD / SD Socialno-liberalne stranke (6); LDS PS ZaAB SMC LMŠ GS Krščansko-demokratske stranke (2); SKD SLS NSi Nacionalne konservativne stranke (1); SDS | Socialno-demokratske stranke (1); ZLSD / SD Socialno-liberalne stranke (6); LDS PS ZaAB SMC LMŠ GS Krščansko-demokratske stranke (2); SKD SLS NSi Nacionalne konservativne stranke (1); SDS | Socialno-demokratske stranke (1); ZLSD / SD Socialno-liberalne stranke (6); LDS PS ZaAB SMC LMŠ GS Krščansko-demokratske stranke (2); SKD SLS NSi Nacionalne konservativne stranke (1); SDS | Socialno-demokratske stranke (1); ZLSD / SD Socialno-liberalne stranke (6); LDS PS ZaAB SMC LMŠ GS Krščansko-demokratske stranke (2); SKD SLS NSi Nacionalne konservativne stranke (1); SDS |
| Št. | Št. | Portret | Ime (rojstvo–smrt) | Mandat | Mandat | Mandat | Politična stranka | Koalicija | Koalicija | Državni zbor | Predsednik (mandat) | Predsednik (mandat) |
| Št. | Št. | Portret | Ime (rojstvo–smrt) | Prevzem funkcije | Konec funkcije | Dni | Politična stranka | Koalicija | Koalicija | Državni zbor | Predsednik (mandat) | Predsednik (mandat) |
| --- | --- | --- | --- | --- | --- | --- | --- | --- | --- | --- | --- | --- |
| | 1 | | Lojze Peterle (roj. 1948) | 16. maj 1990 | 14. maj 1992 | 729 | SKD | • | SKD–SDZS–SDZ–SLS–ZS | C (1990) | | M. Kučan (1990–2002) |
| | 2 | | Janez Drnovšek (1950–2008) | 14. maj 1992 | 25. januar 1993 | 2946 | LDS | I | LDS–DS–SDS–SSS–ZS–ZLSD | 1 (1992) | | M. Kučan (1990–2002) |
| 25. januar 1993 | 2 | 27. februar 1997 | Janez Drnovšek (1950–2008) | II | LDS–SKD–SDS (1993–1994)–ZLSD (1993–1996) | 2946 | LDS | | | 1 (1992) | | M. Kučan (1990–2002) |
| 27. februar 1997 | 2 | 7. junij 2000 | Janez Drnovšek (1950–2008) | III | LDS–SLS–DeSUS | 2946 | LDS | 2 (1996) | | | | M. Kučan (1990–2002) |
| | 3 | | Andrej Bajuk (1943–2011) | 7. junij 2000 | 4. avgust 2000 | 176 | SLS | 2 (1996) | • | SLS–SKD–SDS | | M. Kučan (1990–2002) |
| | 3 | 4. avgust 2000 | Andrej Bajuk (1943–2011) | 30. november 2000 | NSi | 176 | | 2 (1996) | • | SLS–SKD–SDS | | M. Kučan (1990–2002) |
| | (2) | | Janez Drnovšek (1950–2008) | 30. november 2000 | 19. december 2002 | 749 | LDS | IV | LDS–SLS–DeSUS–ZLSD | 3 (2000) | | M. Kučan (1990–2002) |
| | 4 | | Anton Rop (roj. 1960) | 19. december 2002 | 3. december 2004 | 715 | LDS | • | LDS–SLS–DeSUS–ZLSD | 3 (2000) | | J. Drnovšek (2002–2007) |
| | 5 | | Janez Janša (roj. 1958) | 3. december 2004 | 21. november 2008 | 1449 | SDS | I | SDS–NSi–SLS–DeSUS | 4 (2004) | | J. Drnovšek (2002–2007) |
| | 6 | | Borut Pahor (roj. 1963) | 21. november 2008 | 10. februar 2012 | 1176 | SD | • | SD–DeSUS (2008–2011)–LDS–Zares (2008–2011) | 5 (2008) | | D. Türk (2007–2012) |
| | (5) | | Janez Janša (roj. 1958) | 10. februar 2012 | 20. marec 2013 | 404 | SDS | II | SDS–NSi–SLS–DeSUS–DL | 6 (2011) | | D. Türk (2007–2012) |
| | 7 | | Alenka Bratušek (roj. 1970) | 20. marec 2013 | 18. september 2014 | 547 | PS | • | PS–DeSUS–DL–SD–ZaAB | 6 (2011) | | B. Pahor (2012–2022) |
| | 7 | ZaAB | Alenka Bratušek (roj. 1970) | 20. marec 2013 | 18. september 2014 | 547 | | • | PS–DeSUS–DL–SD–ZaAB | 6 (2011) | | B. Pahor (2012–2022) |
| | 8 | | Miro Cerar (roj. 1963) | 18. september 2014 | 13. september 2018 | 1456 | SMC | • | SMC–SD–DeSUS | 7 (2014) | | B. Pahor (2012–2022) |
| | 9 | | Marjan Šarec (roj. 1977) | 13. september 2018 | 3. marec 2020 | 537 | LMŠ | • | LMŠ–SD–SMC–SAB–DeSUS, s podporo Levica | 8 (2018) | | B. Pahor (2012–2022) |
| | (5) | | Janez Janša (roj. 1958) | 3. marec 2020 | 1. junij 2022 | 820 | SDS | III | SDS–SMC–DeSUS (2020–2021)–NSi, s podporo SNS | 8 (2018) | | B. Pahor (2012–2022) |
| | 10 | | Robert Golob (roj. 1967) | 1. junij 2022 | Aktualni | 1146 | GS | • | GS (LMŠ–SAB, 2022)–SD–Levica | 9 (2022) | | B. Pahor (2012–2022) |
| | 10 | N. Pirc Musar (2022–) | Robert Golob (roj. 1967) | 1. junij 2022 | Aktualni | 1146 | GS | • | GS (LMŠ–SAB, 2022)–SD–Levica | 9 (2022) | | |

## Predsedniki vlade pred osamosvojitvijo

### Kraljevina Srbov, Hrvatov in Slovencev
Politične stranke
- Konservativne stranke:       Slovenska ljudska stranka

| No. | Portrait | Ime (rojstvo–smrt)                 | Mandat           | Mandat          | Mandat   | Politična stranka               | Kralj Srbov, Hrvatov in Slovencev (Vladavina)            | Kralj Srbov, Hrvatov in Slovencev (Vladavina) |
| No. | Portrait | Ime (rojstvo–smrt)                 | Nastop mandata   | Konec mandata   | V dnevih | Politična stranka               | Kralj Srbov, Hrvatov in Slovencev (Vladavina)            | Kralj Srbov, Hrvatov in Slovencev (Vladavina) |
| --- | -------- | ---------------------------------- | ---------------- | --------------- | -------- | ------------------------------- | -------------------------------------------------------- | --------------------------------------------- |
| 1   |          | Josip Pogačnik (vitez) (1866–1932) | 31. oktober 1918 | 20. januar 1919 | 81       | Slovenska ljudska stranka (SLS) | Peter I. Karađorđević (1. december 1918–16. avgust 1921) |                                               |

### Socialistična republika Slovenija
Politične stranke
- KPS/ZKS
- SDP

| №                          | Ime (rojstvo–smrt)                                         | Slika                        | Mandat            | Mandat            | Politična stranka                                                                   |
| -------------------------- | ---------------------------------------------------------- | ---------------------------- | ----------------- | ----------------- | ----------------------------------------------------------------------------------- |
| Predsednik vlade 1945–1953 |                                                            |                              |                   |                   |                                                                                     |
| 1                          | Boris Kidrič (1912–1953)                                   |                              | 5. maj 1945       | junij 1946        | Komunistična partija Slovenije                                                      |
| 2                          | Miha Marinko (1900–1983)                                   |                              | junij 1946        | 1953              | Komunistična partija Slovenije se leta 1952 preimenuje v Zvezo komunistov Slovenije |
| 2                          | Predsednik Izvršnega sveta Ljudske skupščine LRS 1953–1991 |                              |                   |                   |                                                                                     |
| 2                          | Miha Marinko (1900–1983)                                   |                              | 1953              | 15. december 1953 | Zveza komunistov Slovenije                                                          |
| 3                          | Boris Kraigher (1914–1967)                                 |                              | 15. december 1953 | 25. junij 1962    | Zveza komunistov Slovenije                                                          |
| 4                          | Viktor Avbelj (1914–1993)                                  |                              | 25. junij 1962    | 1965              | Zveza komunistov Slovenije                                                          |
| 5                          | Janko Smole (1921–2010)                                    |                              | 1965              | 1967              | Zveza komunistov Slovenije                                                          |
| 6                          | Stane Kavčič (1919–1987)                                   |                              | 1967              | 27. november 1972 | Zveza komunistov Slovenije                                                          |
| 7                          | Andrej Marinc (*1930)                                      |                              | 27. november 1972 | april 1978        | Zveza komunistov Slovenije                                                          |
| 8                          | Anton Vratuša (1915–2017)                                  |                              | april 1978        | julij 1980        | Zveza komunistov Slovenije                                                          |
| 9                          | Janez Zemljarič (1928–2022)                                |                              | julij 1980        | 23. maj 1984      | Zveza komunistov Slovenije                                                          |
| 10                         | Dušan Šinigoj (*1933)                                      |                              | 23. maj 1984      | 16. maj 1990      | Zveza komunistov Slovenije                                                          |
| (10)                       | Dušan Šinigoj (*1933)                                      | Stranka demokratične prenove | 23. maj 1984      | 16. maj 1990      |                                                                                     |